# Dichroplus robustulus
Dichroplus robustulus är en insektsart som först beskrevs av Carl Stål 1878.  Dichroplus robustulus ingår i släktet Dichroplus och familjen gräshoppor. Inga underarter finns listade i Catalogue of Life.